# Sur le fil du rasoir (film)
Pour les articles homonymes, voir Sur le fil du rasoir.
Pour plus de détails, voir Fiche technique et Distribution.
Sur le fil du rasoir (Giorni d'amore sul filo di una lama) est un giallo italien réalisé par Giuseppe Pellegrini et sorti en 1973.

## Synopsis
Stefano Bruni, fils d'un puissant industriel, est à Venise pour être reçu par le patriarche. Sur place, Stefano fait la connaissance de Lidia Carelli, une jeune vénitienne.
Très vite, Stefano et Lidia se rendent compte qu'ils sont amoureux l'un de l'autre, mais cela gêne les plans du père du garçon, qui a l'intention de le marier à Giovanna Selva, la fille d'un riche homme d'affaires, ce qui profiterait à ses affaires. À l'étranger, Stefano apprend par une communication avec son père que Lidia est morte dans un accident de voiture relaté dans un article de journal.
Désormais résigné, Stefano obéit aux souhaits de son père et commence à fréquenter Giovanna, mais Lidia reste l'une de ses principales pensées quotidiennes, car il n'arrive pas faire son deuil ; un jour, cependant, le garçon croit revoir le visage de sa bien-aimée dans un cliché d'un photojournaliste et se met à sa recherche pour en savoir plus. Il finit par retrouver Lidia, qui est bien vivante.
Au cours de ses recherches, Stefano découvre que derrière la mort fictive de Lidia se cache un plan diabolique ourdi par son père au détriment du père de Lidia, et que la jeune fille s'est liée avec Gianni Massara, un gangster notoire. Après avoir déjoué le plan du père de Stefano, les deux garçons tentent de s'enfuir, mais Lidia est blessée par Gianni d'un coup de fusil.
Une fois le danger écarté et après mille péripéties, Stefano et Lidia couronnent enfin leur rêve d'amour.

## Fiche technique
- Titre français : Sur le fil du rasoir ou Meurtre au rasoir[1]
- Titre original italien : Giorni d'amore sul filo di una lama[2]
- Réalisation : Giuseppe Pellegrini (sous le nom de « M. Mollin »)
- Scénario : Camillo Fantacci, Giuseppe Pellegrini, Dante Cesaretti
- Photographie : Mario Vitale
- Montage : Enzo Alabiso
- Musique : Felice Di Stefano, Gianfranco Di Stefano (it)
- Décors : Gian Francesco Fantacci
- Maquillage : Anchise Pieralli
- Production : Fausto Del Chicca
- Sociétés de production : Attias Cinematografica
- Pays de production :  Italie
- Langue originale : italien
- Format : Couleurs
- Genre : Giallo
- Durée : 86 minutes
- Dates de sortie :
  - Italie : 24 mars 1973
  - France : 15 octobre 1975[1]

## Distribution
- Peter Lee Lawrence : Stefano Bruni
- Erika Blanc : Lidia Carelli/Renata Pavan
- Ivana Novak : Giovanna Selva
- Silvano Tranquilli : l'inspecteur de police
- Fabio Garriba : Adolfo, le père de Stefano
- Fausto Del Chicca : Gianni Massara
- Pietro Torrisi : Turi, l'arrière-garde de Massara
- Orazio Stracuzzi : Don Celso, l'adjoint du patriarche
- Giorgio De Lullo : Le père de Lidia
- Enzo Loglisci
- Ubaldo Pasqualetti
- Vanna Castellani
- Carlo Papi

## Production
Les extérieurs du film ont été tournées dans les villes de Florence, Pise, Livourne et Venise.